# Sheldon Wolin
Sheldon Sanford Wolin (/ˈwoʊlɪn/, 4 d'agost de 1922 - 21 d'octubre de 2015) fou un politòleg i escriptor estatunidenc, especialitzat en política contemporània. Es dedicà a la teoria política durant cinquanta anys i fou nomenat professor emèrit d'estudis polítics a la Universitat de Princeton, on va ensenyar de 1973 a 1987.
En la seva carrera docent de més de quaranta anys, Wolin també va ensenyar a la Universitat de Califòrnia a Berkeley, a la Universitat de Califòrnia a Santa Cruz, a l'Oberlin College, a la Universitat d'Oxford, a la Universitat de Cornell i a la Universitat de Califòrnia a Los Angeles. Fou un destacat mestre d'estudiants de llicenciatura i, sobretot, de doctorat, que va fer de mentor a molts estudiants que es van convertir en destacats acadèmics de teoria política.

## Carrera acadèmica
Després de graduar-se a l'Oberlin College, Wolin es va doctorar a la Universitat Harvard el 1950, amb una tesi titulada Conservatism and Constitutionalism: A Study in English Constitutional Ideas, 1760–1785. Després d'ensenyar breument a Oberlin, Wolin va impartir docència de teoria política a la Universitat de Califòrnia a Berkeley, de 1954 a 1970, i va formar un programa de teoria política i un grup de recerca on dugué a Norman Jacobson, John H. Schaar, Hanna Fenichel Pitkin i Michael Rogin.
Una de les preocupacions centrals de Wolin va ser com la història del pensament polític podria contribuir a entendre els dilemes polítics contemporanis. Va tenir un paper significatiu en el moviment per a la llibertat d'expressió i, amb John Schaar, va divulgar aquest moviment a la resta del món. Durant els anys setanta i vuitanta del segle xx va publicar amb freqüència a la revista The New York Review of Books. També va escriure peces d'opinió i ressenyes per a The New York Times. El 1980, va ser el redactor fundador de la revista democracy (1980-83). A Princeton, Wolin va liderar amb èxit un grup de professors per a l'aprovació d'una resolució que demanava als síndics universitaris que no acceptessin inversions procedents d'empreses que donaven suport a l'apartheid sud-africà.
Wolin va deixar Berkeley a la tardor de 1971 per anar a la Universitat de Califòrnia a Santa Cruz, on va ensenyar fins a 1972. De 1973 a 1987 va ser professor de política a la Universitat de Princeton. Wolin va participar en els consells editorials de moltes revistes acadèmiques, comPolitical Theory, la revista principal del camp en el món angloamericà. Va exercir de consultor per a diverses editorials acadèmiques, fundacions i entitats públiques, incloent-hi el Cos de Pau, l'American Council of Learned Societies i el Social Science Research Council.

## Teoria política
Wolin va contribuir a crear la que es conegué com l'«escola de Berkeley» de teoria política. La seva aproximació a la història del pensament polític va oferir una perspectiva original que constituïa un desafiament dels punts de vista més clàssics de l'estudi de la història del pensament polític. També s'hi va enfrontar desafiant el comportamentisme (behavioralism, que no s'ha de confondre amb el conductisme o behaviorism), l'ortodòxia que imperava en els departaments de ciències polítiques. Ha estat comparat amb pensadors com Eric Voegelin, Hannah Arendt i Leo Strauss.
En la seva obra clàssica Politics and Vision, Wolin formula una aproximació interpretativa a la història del pensament polític, basada en un estudi acurat de diferents tradicions teòriques. Presta especial atenció a la manera en què aquestes tradicions contribueixen a canviar els significats d'un vocabulari polític rebut, incloent-hi les nocions d'autoritat, obligació, poder, justícia, ciutadania i estat. L'enfocament de Wolin també va exercir influència pel que fa als problemes contemporanis i defineix la investigació sobre la història del pensament polític i l'estudi de les diferents tradicions i maneres de teoritzar que li han donat forma, «com una forma d'educació política».
L'aproximació de Wolin a l'estudi de la teoria política consistia en una investigació de la història del pensament polític per a aportar dades rellevants per a la pràctica de la teoria política en el present. En la seva anàlisi combinava l'atenció als contextos intel·lectuals amb l'atenció als contextos polítics en què intervenia un autor i els gèneres literaris que emprava per a entendre com un treball concret podia aclarir una determinada situació política. Intentava «entendre algun aspecte del passat històric [que] és també conscient del caràcter històric i del context en què es produeix la comprensió [de l'investigador]. La historicitat té a veure amb la convergència de tots dos, i per a la persona investigadora és cabdal la contribució del seu propi present.»
De la mateixa manera, el seu assaig clàssic «Political Theory as a Vocation», escrit en el context de la guerra freda, la guerra de Vietnam i el moviment dels drets civils, va generar una agitada crítica del comportamentisme i de quina manera afectava la capacitat de captar les crisis del moment. Trenta anys després, va formular explícitament la importància de la teoria política i l'estudi del pensament polític com «una activitat, sobretot, cívica i, en segon lloc, acadèmica».
L'estudi de Wolin sobre Alexis de Tocqueville, Tocqueville Between Two Worlds, és el seu segon gran treball. Cornel West l'ha anomenat l'obra mestra de Wolin, la consecució del «teòric polític més gran de la democràcia i per a la democràcia del nostre temps».
Wolin va escriure assajos sobre molts temes, com el terrorisme, el conservadorisme, Jimmy Carter, Henry Kissinger i Ronald Reagan. El seu The Presence of the Past oferí una crítica original del reaganisme, del seu discurs i de la seva pràctica, i també una sèrie de reflexions sobre el bicentenari de la constitució nord-americana. El seu darrer llibre, Democracy Incorporated (2008), formula una crítica aclaparadora de l'administració de George W. Bush i de la seva guerra contra el terrorisme i fa una crida a la recuperació dels valors i les pràctiques democràtiques.
En aquestes obres, Wolin va formular una crítica no marxista del capitalisme i del destí de la vida política democràtica en el present. En el seu esforç per reflexionar sobre el destí de la democràcia als Estats Units, va plantejar una nova teorització de les formes modernes i postmodernes del poder i com configuren els límits i els horitzons de la vida política a finals del segle XX i principis del XXI. Tot i que està influït per la crítica de Marx al capitalisme com a forma de poder, el pensament polític de Wolin és decididament no marxista en la seva insistència en la democràcia participativa, la primacia de la política i la convicció que una teoria radical de la democràcia requereix crear un mapa de les formes del poder més enllà l'economia. El pensament polític de Wolin es preocupa especialment pel destí de la democràcia quan queda en les mans dels imperatius burocràtics, de l'elitisme i dels principis i pràctiques de gestió. Les seves idees sobre el «totalitarisme invers» i la «democràcia fugissera» són distintives de les seves reflexions. Una altra contribució clau és el seu relat de l'estat liberal-democràtic, que Wendy Brown ha caracteritzat com un relat «neo-weberià» de l'Estat.
A partir d'aquest diagnòstic de l'Estat i de la seva complexa relació amb el capitalisme, Wolin va forjar la idea de «democràcia fugissera». Segons el seu punt de vista, la democràcia no és una forma d'estat fixada, sinó una experiència política en què la gent normal són els actors polítics actius. En aquesta construcció, fugisser es refereix als modes en què les formes contemporànies de poder han fet d'aquesta aspiració una experiència política evanescent i momentània.

## Obres

### Llibres
- Politics and Vision: Continuity and Innovation in Western Political Thought (1960; Princeton University Press, 2004). ISBN 978-0-691-12627-2
- The Berkeley Student Revolt: Facts and Interpretations, edited with Seymour Martin Lipset (Garden City, Nova York: Anchor Books, 1965).
- The Berkeley Rebellion and Beyond: Essays on Politics & Education in the Technological Society, amb John H. Schaar (Vintage Books/New York Review Books, 1970).
- Hobbes and the Epic Tradition of Political Theory (William Andrews Clark Memorial Library, Los Angeles: University of California, 1970).
- Presence of the Past: Essays on the State and the Constitution (1989)
- Tocqueville Between Two Worlds: The Making of a Political and Theoretical Life (Princeton University Press, 2001). ISBN 978-0-691-11454-5
- Democracy Incorporated: Managed Democracy and the Specter of Inverted Totalitarianism (Princeton University Press, 2008). ISBN 978-0-691-13566-3
- Fugitive Democracy and Other Essays. Edited by Nicholas Xenos (Princeton University Press, 2016). ISBN 978-0691133645

### Articles
- Sheldon Wolin. «Inverted Totalitarianism» Arxivat 2010-12-30 a Wayback Machine.. The Nation magazine, 19 de maig de 2003.
- Sheldon Wolin. «A Kind of Fascism Is Replacing Our Democracy». Newsday, 18 de juliol de 2003.
- Sheldon Wolin. «Political Theory as a Vocation». The American Political Science Review, Vol. 63, núm. 4 (desembre de 1969), pp. 1062–1082.